# Mnemosyne efferata
Mnemosyne efferata är en insektsart som först beskrevs av Walker 1857.  Mnemosyne efferata ingår i släktet Mnemosyne och familjen kilstritar. Inga underarter finns listade i Catalogue of Life.